# Samuel Souprayen
Samuel Souprayen (né à Saint-Benoît, le 18 février 1989) est un footballeur français évoluant au poste de défenseur au Melbourne City FC.

## Biographie
D'ascendance réunionnaise mais ayant grandi dans la région lyonnaise (il a joué jeune au Cascol Oullins), il fait ses classes à Rennes. Défenseur central capable d'évoluer également à gauche, il impose sa polyvalence dans les équipes de jeunes du club, et intègre en 2007 l'équipe de France de sa génération.
En mai 2007, il remporte le Championnat de France des 18 ans. Une année plus tard, il soulève en tant que capitaine de l'équipe la Coupe Gambardella 2008.
Le 17 juillet 2008, il signe un premier contrat professionnel de trois ans avec le Stade rennais. Une saison plus tard, sans avoir joué avec l'équipe première, il est prêté pour un an au Dijon FCO, afin d'acquérir du temps de jeu en Ligue 2.
Le 13 novembre 2009, il obtient sa première sélection avec les espoirs français lors d'un match amical contre la Tunisie.
Après une saison 2010-2011 mitigée au Stade rennais, il est transféré le 14 juin 2011 au Dijon FCO, qui vient de monter en Ligue 1, et qu'il retrouve donc une année après son prêt. À l'issue de cette saison, Dijon redescend en Ligue 2. Samuel Souprayen inscrit le premier but de sa carrière professionnelle face à l'AJ Auxerre, le 7 mars 2014. Il marque un nouveau but la saison suivante face à l'US Orléans, le 25 avril 2015 pour la victoire 0-1 de son équipe.

## Statistiques
| Saison                | Club                  | Championnat           | Championnat | Championnat | Coupe nationale | Coupe nationale | Coupe de la Ligue | Coupe de la Ligue | Total | Total |
| Saison                | Club                  | Division              | M.          | B.          | M.              | B.              | M.                | B.                | M.    | B.    |
| 2009-2010             | Dijon FCO (prêt)      | Ligue 2               | 31          | 0           | 1               | 0               | -                 | -                 | 32    | 0     |
| Sous-total            | Sous-total            | Sous-total            | 31          | 0           | 1               | 0               | -                 | -                 | 32    | 0     |
| 2010-2011             | Stade rennais         | Ligue 1               | 16          | 0           | 3               | 0               | 1                 | 0                 | 20    | 0     |
| Sous-total            | Sous-total            | Sous-total            | 16          | 0           | 3               | 0               | 1                 | 0                 | 20    | 0     |
| 2011-2012             | Dijon FCO             | Ligue 1               | 34          | 0           | 2               | 0               | 2                 | 0                 | 38    | 0     |
| 2012-2013             | Dijon FCO             | Ligue 2               | 27          | 0           | -               | -               | 1                 | 0                 | 28    | 0     |
| 2013-2014             | Dijon FCO             | Ligue 2               | 33          | 1           | 3               | 0               | 1                 | 0                 | 37    | 1     |
| 2014-2015             | Dijon FCO             | Ligue 2               | 30          | 1           | 2               | 0               | 2                 | 0                 | 34    | 1     |
| Sous-total            | Sous-total            | Sous-total            | 124         | 2           | 7               | 0               | 6                 | 0                 | 137   | 2     |
| 2015-2016             | Hellas Vérone         | Serie A               | 20          | 0           | 2               | 0               | -                 | -                 | 22    | 0     |
| 2016-2017             | Hellas Vérone         | Serie B               | 41          | 0           | 1               | 0               | -                 | -                 | 42    | 0     |
| 2017-2018             | Hellas Vérone         | Serie A               | 22          | 0           | 3               | 0               | -                 | -                 | 25    | 0     |
| 2018-2019             | Hellas Vérone         | Serie B               | -           | -           | 1               | 0               | -                 | -                 | 1     | 0     |
| Sous-total            | Sous-total            | Sous-total            | 83          | 0           | 7               | 0               | -                 | -                 | 90    | 0     |
| 2018-2019             | AJ Auxerre            | Ligue 2               | 29          | 0           | 0               | 0               | 1                 | 1                 | 30    | 1     |
| 2019-2020             | AJ Auxerre            | Ligue 2               | 20          | 0           | 2               | 0               | 1                 | 0                 | 23    | 0     |
| Sous-total            | Sous-total            | Sous-total            | 49          | 0           | 2               | 0               | 2                 | 1                 | 53    | 1     |
| Total sur la carrière | Total sur la carrière | Total sur la carrière | 303         | 2           | 20              | 0               | 9                 | 1                 | 332   | 3     |

## Palmarès

### Stade rennais
- Champion de France des 18 ans en 2007.
- Vainqueur de la Coupe Gambardella en 2008.

### Hellas Vérone
- Vice-champion de Serie B en 2016-2017.
- Melbourne City
- Champion d’Australie 2025